# The Company (miniserie)
The Company es una miniserie de tres partes sobre las actividades de la CIA durante la Guerra Fría.Se basó en la novela homónima más vendida de 2002 de Robert Littell. La adaptación televisiva fue escrita por Ken Nolan , quien recibió un premio Writers Guild of America Award for Television: Long Form – Adapted.

## Sinopsis
En 1950, los mejores amigos Jack McAuliffe, Leo Kritzky y Yevgeny Tsipin se gradúan de Yale y se preparan para ir por caminos separados; Jack y Leo son reclutados para la CIA por Frank "The Wizard" Wisner , y Yevgeny regresa a su casa en Moscú , donde el maestro de espías Starik lo recluta para la KGB mientras se enamora de Azalia Ivanova.
En 1955, Jack ha sido asignado a Harvey "The Sorcerer" Torriti en una estación de la CIA en Berlín Oriental , donde el desertor de Alemania Oriental Vishnevsky ofrece la identidad de un topo en el MI6 para un paso seguro hacia el Oeste . En la sede de la CIA en Washington , el jefe de contrainteligencia James Jesus "Madre" Angleton comienza la exfiltración de Vishnevsky y le cuenta a su mejor amigo y enlace del MI6, Adrian Philby . Cuando la KGB y la policía de Berlínse presentan a la exfiltración en lugar de Vishnevsky, Torriti y Jack suponen que la deserción estropeada se debe al topo.
Angleton cree que la culpa es de Berlín y enfurece a Torriti, quien pretende exponer al topo alimentándolo con una comida de bario : Torriti le da información privilegiada a un contacto de confianza en el MI6, lo que obliga al topo a protegerse intentando matar a Torriti. Mientras tanto, Jack se enamora de su primer activo, Lili, quien le brinda información de un importante científico. Cuando la comida de bario ve a Jack y Torriti emboscados en una reunión, Torriti prepara otra.
En Washington, Leo se ha convertido en el aprendiz de Wisner a pesar de las dudas de Angleton. Leo se ha enamorado de Adele Sweet, cuyo padre es amigo del presidente Eisenhower . Cuando Leo le propone matrimonio, su padre desaprueba el " matrimonio mixto ", pero finalmente cede. Yevgeny llega a Washington y logra decirle a Azalia que está en Estados Unidos, donde descifra elaborados códigos de Radio Moscú por la noche y reparte licor durante el día, incluso al topo: Philby. Torriti vuela a casa para decirle a Angleton y al director de la CIA, Allen Dulles , que su fuente del MI6 confirma que Philby es el topo, pero Angleton desacredita a Torriti.
En Berlín, se encuentran discrepancias en la información de Lili. Cuando se enfrenta a Jack, admite que la KGB la convirtió, pero le asegura a Jack que lo ama. Poco después, la KGB asesina al científico y Lili se suicida. En Washington, Yevgeny le dice a Philby que corra antes de que lo atrapen y le asegura que otro topo, Sasha , ya ha tomado su lugar. Jack no está seguro de si Torriti usó a Lili para su última comida de bario, y Angleton está devastado porque su mejor amigo era un topo.
En 1956, Jack es enviado a Budapest en vísperas de la revolución húngara , pero es secuestrado y torturado en una prisión de AVH . Torriti amenaza a su contraparte de la KGB en Berlín y exige que la AVH libere a Jack, pero Jack es rescatado por los revolucionarios, quienes ejecutan a un comandante de la AVH mientras intenta revelar la identidad de Sasha. Jack le pide a la CIA que respalde a los luchadores por la libertad, pero Eisenhower se niega y la revolución es aplastada. Jack escapa y se reencuentra con Torriti, Wisner tiene un colapso por su complicidad en las acciones de la CIA y Starik le cuenta a Nikita Khrushchev sobre "Kholstomer", su golpe maestro a largo plazo para paralizar la economía estadounidense. Yevgeny continúa con su trabajo e intenta llamar a Azalia, pero sus controladores no pueden encontrarla.
En 1960, Jack se une a los rebeldes cubanos para ayudarlos a prepararse para una invasión, ya que creen que la administración Kennedy los apoyará. En Washington, Torriti trama un plan para que la mafia asesine a Fidel Castro ; El jefe de la mafia de Chicago , Sam Giancana , sugiere envenenar uno de los batidos diarios de Castro. El asesino es interceptado por el jefe de la policía secreta castrista , Manuel Piñeiro , y obligado a beber el batido. En Washington, Yevgeny casi es arrestado por el FBI y se ve obligado a mudarse. Mientras la CIA prepara la invasión a Cuba, Angleton predice que Sasha asegurará su fracaso.Bissell , el arquitecto de la invasión y el nuevo jefe de Leo, se burla de la idea, pero la invasión de Bahía de Cochinos es un desastre, y Jack apenas logra escapar con vida. Enojado porque la CIA y el presidente decepcionaron a los rebeldes, Jack casi renuncia, pero Leo, que ahora tiene un hijo con Adele, lo convence. Jack recibe una Medalla de Inteligencia Distinguida .
En 1975, Leo está de vacaciones con su familia, Yevgeny visita a su padre moribundo junto con Philby desilusionado en Rusia, y Jack está trabajando para exfiltrar a Kukushkin , quien promete información sobre Sasha. Angleton siente que Kukushkin puede ser legítimo, pero su obsesión con Sasha y la infiltración soviética en la CIA ha comenzado a paralizar a la Compañía. Utilizando la información recopilada durante décadas, incluidos los nuevos datos de Kukushkin y las pistas de la tienda de licores donde casi atrapan a Yevgeny, Angleton adivina un sistema de retórica magistral para revelar al topo: Leo.
Angleton hace secuestrar, enterrar e interrogar sistemáticamente a Leo sobre su padre socialista. Jack no puede creer que su mejor amigo pueda ser el responsable de Lili, Hungría y Bahía de Cochinos. Cuando Jack lo visita, Leo proclama su inocencia y sugiere que Kukushkin debe ser un agente de desinformación enviado por la KGB. Reflejando la predicción de Leo, Kukushkin regresa a la Unión Soviética, donde supuestamente le disparan por traidor. Cuando Kukushkin aparece con vida, el director de la CIA, Colby , exonera a Leo, pero Angleton insiste furiosamente en que Starik manipuló la deserción de Kukushkin para que la CIA creyera que Leo es inocente. Leo es liberado y Angleton se ve obligado a renunciar, reprendiendo a sus superiores que el desierto de espejos de la KGBlos ha convencido falsamente de que están ganando la Guerra Fría .
En 1987, Torriti se retiró y Adele se suicidó. Los analistas le presentan a Jack una vieja pista que vincula una transmisión de radio de Moscú de la década de 1950 con agentes de la KGB, por lo que Jack solicita la ayuda de un Angleton moribundo, quien supone que la transmisión es parte de Kholstomer. Después de una picadura, Jack se encuentra cara a cara con Yevgeny, quien hizo entregas de licor no solo a Philby sino también a Leo. Cuando Jack confronta a Leo con esa información en su casa, Leo le dispara, admitiendo que se unió a la KGB en la universidad y que Adele se suicidó cuando se enteró antes de llamar a una ambulancia para Jack y huir. Mientras Jack se recupera, Kholstomer conduce a la caída del mercado de valores de 1987.. El conocimiento previo de la CIA ayuda a mitigar el daño, pero el mayor fracaso del plan se debe a que Starik subestima la fortaleza de la economía estadounidense.
En 1991, Jack le ofrece a Yevgeny una liberación anticipada de la prisión si le revela la ubicación de Leo diciéndole que Starik envió a Azalia al gulag , pero aún tiene tiempo de encontrarla ya que la Unión Soviética se está derrumbando. Yevgeny rastrea a Leo y le advierte antes de pasar su paradero a Jack. Yevgeny visita a Starik arruinado y senil y finalmente se vuelve a conectar con Azalia. Jack viaja a Moscú para matar a Leo, pero se detiene momentos antes de que Leo lo reconozca. De vuelta en DC, Torriti y Jack recuerdan su trabajo en la Guerra Fría, y Jack expresa sus dudas sobre qué lado era bueno o malo. Torriti insiste en que la CIA fue la buena, y concluye con la frase "ganamos, ¿no?"

## Reparto
- Chris O'Donnell como Jack McAuliffe
- Michael Keaton como James Jesus Angleton / "Mother"
- Alfred Molina como Harvey Torriti / "The Sorcerer"
- Tom Hollander comp Kim Philby
- Rory Cochrane como Yevgeny Tsipin
- Alessandro Nivola como Leo Kritzky
- Ulrich Thomsen como Starik Zhilov
- Natascha McElhone como Elizabet Nemeth
- Alexandra Maria Lara como Lili / Helga
- Ted Atherton como Frank Wisner / "The Wizard"
- Cedric Smith como DCI Allen Dulles
- Rick Roberts como DCI William Colby
- Simon Callow as MI6 liaison officer Elihu
- Antony Sher como Ezra ben Ezra, the Mossad-CIA liaison / "The Rabbi"
- Mišel Matičević como Arpad Zelk,  como el poeta húngaro

## Similitudes con la vida real
El espía soviético Tsipin utiliza la palabra clave " Alicia en el país de las maravillas ", del libro de Lewis Carroll . Tsipin usa los alias Eugene "Dodgson" y Gene "Lutwidge". El verdadero nombre de Lewis Carroll es Charles Lutwidge Dodgson. El superior de Tsipin, "Starik", el general de la KGB, toma fotografías de chicas jóvenes como pasatiempo, al igual que Dodgson.
El juego de DVD venía con dos discos. El segundo disco tenía una "Misión encubierta", que se completaría colocando el disco en la unidad de DVD de una computadora "para recibir instrucciones para completar su misión". Después de buscar en los diferentes directorios, el jugador podía encontrar una carpeta "PC_Clickme", que enlazaba con un sitio web, www.thecompanyspygame.com. El dominio fue abandonado en 2011.

## Lugares de filmación[7]
- Verano-Otoño 2006: filmado en Toronto y Hamilton, Ontario , Canadá..[8]
- Otoño-Invierno 2006: filmado en el centro de Budapest, Distrito VIII.
- Primavera 2007: filmado en Añasco , Puerto Rico .

## Lanzamiento de Blu-ray y DVD
La empresa se lanzó el 23 de octubre de 2007 tanto en Blu-ray Disc de alta definición como en DVD de definición estándar.

## Recepción
Según Metacritic recibió una aprobación de 67% basado en 23 reseñas de críticos denominando "Comentarios Generalmente Favorables". Alessandra Stanley de The New York Times dijo: Sombría pero intrigante, “Company” es un brillante reflejo de la mentalidad que dominó la política mundial durante medio siglo. Las actuaciones sólidas son la regla, con aplausos especiales para Molina y Keaton. El director Mikael Salomon utiliza con eficacia la oscuridad y las sombras para ilustrar el entorno clandestino, así como las metáforas de esta sombría era histórica. THR STAFF de The Hollywood Reporter mencionó: "No es una coincidencia que tantos escritores y directores estén fascinados por la era de los Automat, la carrera espacial y los álbumes de comedia de Bob Newhart. Cuando el presente es incierto y el futuro parece sombrío, el pasado es muy prometedor.
La televisión está en una longitud de onda retro similar. “The Company” adopta la misma mirada de reproche cariñoso a las travesuras de la guerra fría que “Mad Men”, en AMC, trae a la carrera de ratas de Madison Avenue." 